# Черкаське пиво
ЗАТ «Черка́ське пи́во» — підприємство харчової промисловості України, зайняте у галузі виробництва та реалізації пива і безалкогольних напоїв. Розташоване у місті Черкаси.

## Історія

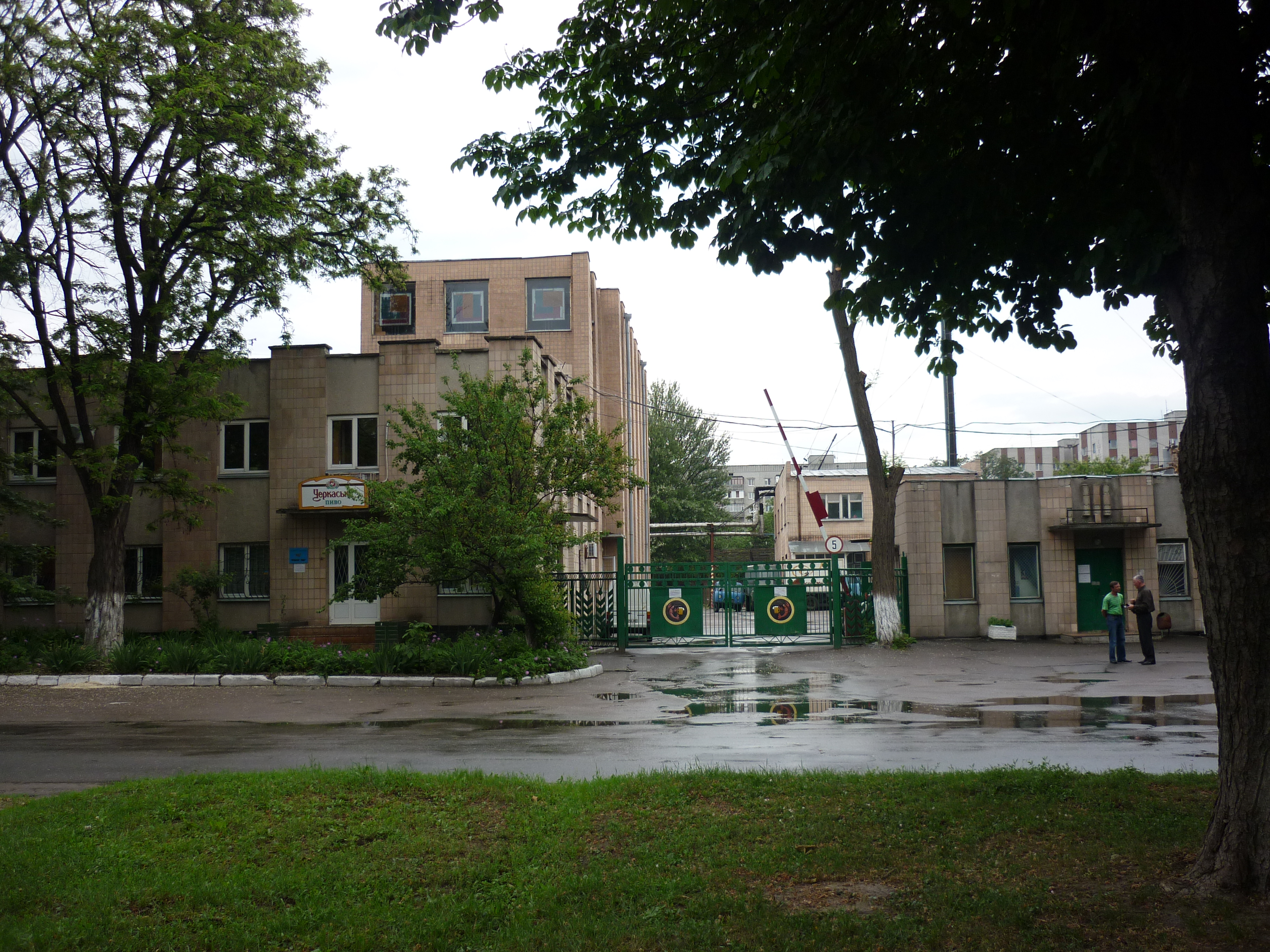
Сучасний вигляд (2010)

Підприємство засноване 1910 року. З 1995 року Черкаський пивобезалкогольний завод перетворений на закрите акціонерне товариство, входив до складу Черкаського пивоб'єднання, пізніше до корпорації «Росинка». З 2004 року контрольний пакет акцій (80%) придбав російський впливовий бізнесмен вірменського походження Віталій Горигорянц, який закрив завод через його неприбутковість. 1 травня 2008 року він повністю зупинив виробництво, причиною чого називають подорожчання енергоносіїв та зростання ставок акцизного збору.
Завод випускав продукцію під торговою маркою «Дніпровське». У 2007 році доходи підприємства склали 12,6 млн гривень, що на 4,7% більше за 2006 рік. Випуск відповідно збільшився на 18% і становив 315,6 млн літрів. В період з 2008 по 2010 роки завод призупинив свою діяльність, основні цехи були продані на металобрухт.
У травні 2010 року підприємство отримало нових власників, які задекларували поступове відновлення виробництва. У червні того ж року підприємством було розлито першу партію мінеральної води марки «Квіточка», на черзі — відновлення випуску інших безалкогольних напоїв, а згодом і пива.

## Асортимент продукції

Вигляд з боку вулиці Благовісної

Підприємство до 2008 року випускало пиво 5 сортів, а також 7 видів безалкогольних напоїв «Лібелла» та «Грайлик»:
- «Дніпровське Золотисте» — світле, щільність 11%, міцність 3-3,8%, непастеризоване, варилося за старим рецептом, калорійність 37-42 ккал
- «Дніпровське» — 12% алк. 4,4%об., 0,42 л, пастеризація, ТТХ 11-4,4, пляшка нестандартна 0,42л
- «Черкаське Янтарне» — світле, щільність 12%, міцність 3,2%, калорійність, 41 ккал
- «Князь» — напівтемне, щільність 14%, міцність 4,7-4,8%, калорійність 53 ккал, має зависоку для напівтемного пива щільність 14% та помірний смак без відчутних карамельних тонів
- «Кобзар» — світле, щільність 12%, міцність 3,3%
- «Люкс» — світле, щільність 13%, міцність 3,5-3,6%, калорійність 49 ккал

За радянські часи випускались також такі сорти пива:
- «Мартовське» — темне, щільність 14,5%
- «Жигулівське» — світле, щільність 11%
- «Жигулівське Спеціальне» — світле, щільність 11%, калорійність 40-45 ккал
- «Подільське» — світле, щільність 15%
- «Слов'янське» — світле, щільність 12%
- «Столичне» — світле, щільність 12%
- «Українське Ювілейне» — темне
- «Ячмінний колос» — світле, щільність 11%

З 2008 року право випускати пиво «Дніпровське золотисте» викупило підприємство «Уманьпиво», де продукція виробляється за черкаською рецептурою.
З 2013 року «Дніпровське золотисте» було повернуте на "Черкаське пиво", на сьогодні — завод випускає безалкогольні напоі "Квіточка", енергетичні напоі "Торнадо", слабоалкогольні напоі "ТЕКІТА", класичні лімонади. Встановлено нове обладнання для випуску продукції у стеклі, ПЕТ-пляшці, бляшаних банках.
2020 року планується відновити випуск пива за класичною технологією, і в першу чергу "Дніпровське золотисте".
Проводиться переобладнання заводу сучасним обладнанням, але виготовленим індивідуально, щоб зберегти тонкощі випуску улюбленого черкащанами пива.